# Chris Haywood
Chris Haywood (n. 24 iulie 1948, Billericay, Anglia, Regatul Unit) este un actor, scriitor și producător australian de origine engleză. Acesta a lucrat și în calitate de director de casting, director artistic, inginer de sunet, operator imagine, electrician⁠(d), mașinist⁠(d) și regizor general⁠(d).

## Biografie
Haywood s-a născut în anul 1948 în Billericay, Essex, Anglia. A copilărit în Chelmsford, iar apoi în High Wycombe, Buckinghamshire, unde a urmat studiile la Royal Grammar School⁠(d) din 1959 până în 1965. A început să lucreze în pivnița unui comerciant de vinuri înainte să fie admis la East 15 Acting School⁠(d). După absolvire în 1970, a emigrat în Australia.

### Cariera
La scurt timp după sosirea în Sydney, Haywood a contribuit la înființarea Nimrod Theatre Company⁠(d).
A fost directorul artistic al Playhouse Pros and Cons la Parramatta Gaol⁠(d) între 1979 și 1981, iar apoi a înființat un spectacole de dramă difuzat la radioul național Kiribati.
Haywood susține financiar biblioteca locală din Waverley⁠(d), unde a inaugurat premiul pentru literatură The Nib Waverley Library Award for Literature, astăzi cunoscut sub numele de Mark & Evette Moran Nib Literary Award. Premiul anual de 20.000 de dolari este acordat în funcție de calitatea operei redactate de un scriitor australian și publicată în ultimele 12 luni.
Rolurile sale includ Homicide⁠(d), Essington⁠(d), Against the Wind⁠(d), Five Mile Creek⁠(d), Return to Eden⁠(d), Waterfront, A Good Thing Going⁠(d), Boys from the Bush⁠(d), Water Rats⁠(d), Farscape, McLeod's Daughters⁠(d), All Saints⁠(d), Stingers⁠(d), Grass Roots⁠(d), Home and Away⁠(d), The Last Confession of Alexander Pearce⁠(d) și Pacific. Haywood a apărut în Neighbours⁠(d) în rolul lui Walter Mitchell⁠(d) în iunie 2013.

## Premii
Interpretările sale au fost onorate cu trei premii din partea Institutului Australian de Film⁠(d), fiind nominalizat de opt ori, pentru rolurile din lungmetrajele A Street to Die⁠(d), Emerald City⁠(d) și Stingers. De asemenea, a fost premiat cu Film Critics Circle of Australia⁠(d) pentru Kiss or Kill⁠(d) (1997) și cu Asian Film Festival Award pentru In Search of Anna. A câștigat trei premii Logie pentru activitatea sa în televiziune - pentru Essington, Good Thing Going și Janus⁠(d). A câștigat premiul pentru cel mai bun actor la Festivalul de Film din Tampa Bay din Florida.

## Filmografie

### Seriale
| An        | Seriale                        | Rol                | Note                                          |
| --------- | ------------------------------ | ------------------ | --------------------------------------------- |
| 2018      | Harrow                         | Connelly           | episodul "Finis Vitae Sed Non Amoris"         |
| 2017      | Wolf Creek                     | Tom                | episodul "Journey"                            |
| 2017      | The Letdown                    | Gene               | 2 episoade                                    |
| 2016      | Secret City                    | Lloyd Rankin       | 2 episoade                                    |
| 2016      | Black Comedy                   | Elenco Invitado    | episodul # 2.5                                |
| 2012–2016 | Rake                           | Juez Beirworth     | 3 episoade                                    |
| 2013      | Redfern Now                    | Doctor             | episodul "Dogs of War"                        |
| 2013      | Neighbours                     | Walter Mitchell    | 10 episoade                                   |
| 2013      | Top of the Lake                | Jock               | episodul # 1.2                                |
| 2010      | The Pacific                    | John Leckie        | 2 episoade                                    |
| 2009      | My Place                       | Mr. O'Sullivan     | 2 episoade                                    |
| 2007      | Home and Away                  | Bruce Campbell     | 31 de episoade                                |
| 2007      | The Starter Wife               | Mr. Lewis          | episodul "Hour 1"                             |
| 2006      | Nightmares & Dreamscapes       | Dr. Bogner         | episodul "The Road Virus Heads North"         |
| 2004      | Stingers                       | Stevey Dawes       | episodul "Brave New World"                    |
| 2003      | Fat Cow Motel                  | Rey Roy            | episodul #1.9                                 |
| 2000–2003 | Grass Roots                    | George Hasnakov    | 18 episoade                                   |
| 2002      | All Saints                     | Peter Buchanan     | 12 episoade                                   |
| 2001      | Mcleod's Daughters             | Bob                | 3 episoade                                    |
| 2001      | BackBerner                     | Stanley Trundle    | episodul #1.130                               |
| 1999–2000 | Farscape                       | Sorcerer Maldis    | 2 episoade                                    |
| 1999      | Wildside                       | Jim Summers        | episodul # 2.17                               |
| 1996–1998 | House Gang                     | Mike               | 10 episoade                                   |
| 1998      | Good Guys Bad Guys             | Frank Conroy       | episodul "You Say Etics, I Say Ethics"        |
| 1997      | Murder Call                    | Jack Telfer        | episodul "Hot Shot"                           |
| 1997      | Frontier                       | Ward Stephen       | miniserie                                     |
| 1996      | Water Rats                     | Peter Anderson     | episodul "Wrecked"                            |
| 1996      | Sun on the Stubble             | Conductor del Tren | miniserie                                     |
| 1996      | Naked: Stories of Men          | Bish               | episodul "Fisherman's Wake"                   |
| 1996      | Pacific Drive                  | Bill Garland       | -                                             |
| 1996      | Snowy River: The McGregor Saga | Morell             | 2 episoade                                    |
| 1994–1995 | Janus                          | Michael Kidd       | 24 de episoade                                |
| 1995      | Fire                           | Det. Ron Chandler  | episodul "Glory Days"                         |
| 1993      | G.P.                           | Jack Molineaux     | episodul "One Perfect Day"                    |
| 1991–1992 | Boys from the Bush             | Dennis Tontine     | 19 episoade                                   |
| 1986      | Cyclone Tracy                  | Steve              | miniserie                                     |
| 1984      | Waterfront                     | Ernie              | miniserie                                     |
| 1984      | Five Mile Creek                | McCrea             | episodul "Home and Away"                      |
| 1983      | Return to Eden                 | Jason Peebles      | 2 episoade                                    |
| 1982      | A Country Practice             | Duke               | 2 episoade                                    |
| 1981      | Women of the Sun               | Alf                | miniserie - segmentul "2: Maydina the Shadow" |
| 1981      | Holiday Island                 | Cosmos             | episodul "Mother's Revenge"                   |
| 1980      | The Timeless Land              | Johnny             | miniserie                                     |
| 1979      | Patrol Boat                    | Parkes             | episodul "Follow the Leader"                  |
| 1979      | Jokes                          | Varios Personajes  | -                                             |
| 1978      | Glenview High                  | Blue               | episodul "Easy Money"                         |
| 1978      | Against the Wind               | John Leary         | miniserie - episodul "The Tree of Liberty"    |
| 1977      | Bluey                          | Chris              | episodul "The Wrong Coffin"                   |
| 1976      | The Sullivans                  | -                  | -                                             |
| 1976      | Alvin Purple                   | Rod "Spike" Morley | 13 episoade                                   |
| 1976      | Rush                           | Crew               | episodul "La Belle France"                    |
| 1976      | Homicide                       | Greg Ferguson      | episodul "Third Generation"                   |
| 1975      | Shannon's Mob                  | Richard Pollard    | episodul "Mixed Doubles"                      |
| 1975      | Matlock Police                 | Pete Williams      | episodul "The Contessa"                       |
| 1975      | Quality of Mercy               | Kurt               | episodul "Send Him on His Way Rejoicing"      |
| 1972      | The Aunty Jack Show            | -                  | 2 episoade                                    |

### Filme
| An   | Titlu                                   | Rol                         | Note                                                                                             |
| ---- | --------------------------------------- | --------------------------- | ------------------------------------------------------------------------------------------------ |
| 2014 | Wedding of the Year                     | Bede                        | cu Maeve Dermody, Deborah Mailman, Colin Friels, Heather Mitchell & Noni Hazlehurst              |
| 2014 | The Bugle's Call                        | Bluebroker                  | short - cu Kieran McKinnirey & Ronan Banks                                                       |
| 2014 | Love is Now                             | Ben                         | cu Eamon Farren, Claire van der Boom, Anna Torv, Dustin Clare & Rodger Corser                    |
| 2013 | Return to Nim's Island                  | Grant                       | cu Bindi Irwin, Toby Wallace, John Waters, Matthew Lillard, Jack Pearson & Sebastian Gregory     |
| 2013 | The Interviewer                         | Paul Dexter                 | short - cu Brendan Donoghue, Winston Cooper & Laurence Brewer                                    |
| 2012 | Dangerous Remedy                        | Sir Arthur Rylah            | cu Susie Porter, Maeve Dermody, Peter O'Brien, Nicholas Bell, Gary Sweet & Caroline Craig        |
| 2011 | Swerve                                  | Armstrong                   | cu Emma Booth, Travis McMahon, Vince Colosimo, Roy Billing & Robert Mammone                      |
| 2011 | Busong                                  | Landowner                   | cu Alessandra de Rossi, Clifford Bañagale & Dax Alejandro                                        |
| 2011 | Sleeping Beauty                         | Man                         | cu Rachael Blake, Emily Browning, Peter Carroll, Michael Dorman & Mirrah Foulkes                 |
| 2010 | Savages Crossing                        | Chris                       | cu Sacha Horler, John Jarratt, Craig McLachlan & Jessica Napier                                  |
| 2010 | Beneath Hill 60                         | Coronel Wilson Rutledge     | cu Brendan Cowell, Aden Young, Gyton Grantley, Warwick Young & Anthony Hayes                     |
| 2009 | The Boys Are Back                       | Tom                         | cu Clive Owen, Emma Booth, Laura Fraser, Erik Thomson, Nathan Page & Emma Lung                   |
| 2009 | False Witness                           | Browning                    | cu Dougray Scott, Richard Roxburgh, Don Hany, Stephen Curry & Alin Sumarwata                     |
| 2009 | Correspondence                          | Quentin Samuels             | Scurtmetraj                                                                                      |
| 2008 | The Last Confession of Alexander Pearce | Robert Knopwood             | cu Adrian Dunbar, Ciarán McMenamin, Don Hany, Dan Wyllie & Socratis Otto                         |
| 2008 | The View from Greenhaven                | Dashiell                    | cu Steve Bisley, Wendy Hughes, Susan Prior, Russell Dykstra & Geoff Morrell                      |
| 2008 | Salvation                               | Architect                   | cu Wendy Hughes, Bruce Myles, Natasha Novak & Kim Gyngell                                        |
| 2008 | A Pretty Penny                          | Jack                        | Scurtmetraj - cu Max Cullen                                                                      |
| 2008 | The Weight of Sunken Treasure           | Michael Dooley              | Scurtmetraj - cu Renai Caruso & Michael Dorman                                                   |
| 2008 | You Better Watch Out                    | Santa                       | Scurtmetraj - cu Dan Wyllie, Stephen Curry & Caitlin McDougall                                   |
| 2007 | Swing                                   | -                           | Scurtmetraj - cu Bianca de Meyrick & Lachlan Mantell                                             |
| 2006 | Solo                                    | -                           | cu Cameron Ambridge, Tony Barry, Vince Colosimo, Colin Friels & Paul Gleeson                     |
| 2006 | Vend                                    | Mechanic                    | Scurtmetraj - cu Christopher Baker, Matt Dyall & Christopher Heaslip                             |
| 2006 | The Water Diary                         | Guest                       | Scurtmetraj - cu Alice Englert, Geneviève Lemon, Justine Clarke & Russell Dykstra                |
| 2006 | Jindabyne                               | Gregory                     | cu Gabriel Byrne, Laura Linney, John Howard, Deborra-Lee Furness, Max Cullen & Eva Lazzaro       |
| 2006 | Hotel Vladivostok                       | Man                         | Scurtmetraj - cu Ria Irawan, Ivan Isyanov & Shozo Sakai                                          |
| 2005 | Jewboy                                  | Sam                         | cu Saskia Burmeister, Leah Vandenberg & Ewen Leslie                                              |
| 2005 | Adrift                                  | Albert                      | Scurtmetraj - cu Paul Kelman & Helen O'Leary                                                     |
| 2004 | Through My Eyes                         | Des Sturgess Q.C.           | cu Miranda Otto, Craig McLachlan, Peter O'Brien, Steven Vidler, Grant Bowler & Nadine Garner     |
| 2004 | BlackJack: Sweet Science                | Wayne Tippet                | cu Colin Friels, Vince Colosimo, Alex O'Loughlin, Anthony Hayes & Nash Edgerton                  |
| 2004 | The Widower                             | Neville                     | cu Tony Barry, Matt Dyall & Ben Harkin                                                           |
| 2004 | Salem's Lot                             | -                           | cu Rob Lowe, Donald Sutherland, Robert Mammone, Penny McNamee & Brendan Cowell                   |
| 2004 | Human Touch                             | Edward                      | cu Jacqueline McKenzie, Aaron Blabey, Rebecca Firth, Aden Young & Simon McBurney                 |
| 2003 | Lennie Cahill Shoots Through            | Twink                       | cu Tony Barry, Diana Glenn, Steven Vidler & Gary Waddell                                         |
| 2003 | Paradise Found                          | Charles Arnaud              | cu Kiefer Sutherland, Alun Armstrong, Nastassja Kinsk, Thomas Heinze & Nicholas Hope             |
| 2003 | Subterano                               | Cleary                      | cu Alex Dimitriades, Tasma Walton, Alison Whyte & Jason Stojanovski                              |
| 2002 | Stuffed Bunny                           | Father of Marcus            | Scurtmetraj - cu Ryan Johnson, Russell Dykstra, Michael Dorman, Marshall Napier & Jessica Napier |
| 2002 | The Nugget                              | Doug                        | cu Eric Bana, Stephen Curry, Belinda Emmett, Vince Colosimo, Max Cullen & Linda Cropper          |
| 2002 | Black and White                         | Detective Sargento Karskens | cu Robert Carlyle, Colin Friels, Ben Mendelsohn, Bille Brown & Roy Billing                       |
| 2001 | My Husband My Killer                    | George Cannellis            | cu Colin Friels, Craig McLachlan, Tara Morice, Bridie Carter, Linda Cropper & Abi Tucker         |
| 2001 | The Day of the Roses                    | Informante                  | cu Stephen Curry, Helen Dallimore, Gigi Edgley, Rebecca Gibney & Peter O'Brien                   |
| 2001 | The Diaries of Vaslav Nijinsky          | Oscar                       | cu Derek Jacobi, Delia Silvan & Hans Sonneveld                                                   |
| 2001 | One Night the Moon                      | Sargent                     | cu Paul Kelly, Memphis Kelly & David Field                                                       |
| 2000 | The Monkey's Mask                       | Dad Fitzpatrick             | cu Marton Csokas, Susie Porter, John Noble, Brendan Cowell & Bojana Novakovic                    |
| 2000 | Innocence                               | Minister                    | cu Julia Blake, Robert Menzies & Marta Dusseldorp                                                |
| 2000 | Muggers                                 | George Roy Rogers           | cu Jason Barry, Petra Yared, Rob Carlton, Matt Day, Marshall Napier & Nicola Charles             |
| 1999 | Molokai: The Story of Father Damien     | Clayton Strawn              | cu David Wenham, Derek Jacobi, Sam Neill, Peter O'Toole, Tom Wilkinson & Aden Young              |
| 1999 | Change of Heart                         | Harry                       | cu Tony Barry, Grant Bowler, Jerome Ehlers & Roxane Wilson                                       |
| 1997 | Oscar and Lucinda                       | Mr. Judd                    | cu Ralph Fiennes, Cate Blanchett, Tom Wilkinson, Richard Roxburgh & Geoffrey Rush                |
| 1997 | Fable                                   | Flagg                       | cu Simon Westaway, Melissa George, Marta Dusseldorp & Peter Hardy                                |
| 1997 | Blackrock                               | Detective Sargento Wilansky | cu Linda Cropper, Simon Lyndon, Justine Clarke, Essie Davis, Bojana Novakovic, John Howard       |
| 1997 | Kiss or Kill                            | Detective Hummer            | cu Frances O'Connor, Matt Day, Barry Otto, Max Cullen & Barry Langrishe                          |
| 1997 | One Way Ticket                          | Bertie                      | cu Peter Phelps, Rachel Blakely & Jane Hall                                                      |
| 1996 | Lust and Revenge                        | George Oliphant             | cu Nicholas Hope, Claudia Karvan, Robert Menzies, Max Gillies & Wendy Hughes                     |
| 1996 | Shine                                   | Sam                         | cu Geoffrey Rush, Sonia Todd, Ella Scott Lynch, Nicholas Bell & Noah Taylor                      |
| 1996 | Cabbie of the Year                      | -                           | Scurtmetraj - cu Steve Adams & Simon Hill                                                        |
| 1995 | Singapore Sling: Old Flames             | Sonny                       | cu John Waters, Priscilla Barnes, Ray Barrett & Simon Bossell                                    |
| 1994 | Muriel's Wedding                        | Ken Blundell                | cu Roz Hammond, Toni Collette, Dan Wyllie, Rachel Griffiths & Matt Day                           |
| 1994 | Exile                                   | Sacerdote                   | cu Aden Young, Claudia Karvan, Barry Otto, Hugo Weaving & Tony Llewellyn-Jones                   |
| 1994 | Bernie's Magic Moment                   | Bernie                      | Scurtmetraj                                                                                      |
| 1993 | The Feds: Betrayal                      | Daniel "Mac" McIntyre       | cu Robert Taylor, Angie Milliken, Peter Phelps, Tammy MacIntosh & Brian Vriends                  |
| 1993 | Touch Me                                | Claude                      | Scurtmetraj - cu Claudia Karvan, Barry Otto, David Field & Norman Kaye                           |
| 1992 | Alex                                    | Mr. Jack                    | cu Lauren Jackson, Josh Picker, Cathy Godbold & Bruce Phillips                                   |
| 1992 | The Nun and the Bandit                  | Michael Stanley             | cu Norman Kaye, Tony Llewellyn-Jones & Robert Menzies                                            |
| 1992 | The Last Man Hanged                     | Sheriff                     | cu Colin Friels, Lewis Fitz-Gerald, Angie Milliken & Graham Harvey                               |
| 1991 | A Woman's Tale                          | Jonathan                    | cu Gosia Dobrowolska, Norman Kaye, Max Gillies & Tony Llewellyn-Jones                            |
| 1991 | Sweet Talker                            | Gerald Bostock              | cu Bryan Brown, Karen Allen, Justin Rosniak & Bruce Spence                                       |
| 1990 | Quigley Down Under                      | Major Ashley-Pitt           | cu Tom Selleck, Laura San Giacomo, Alan Rickman & Ben Mendelsohn                                 |
| 1990 | Aya                                     | Mac                         | cu Eri Ishida, Nicholas Eadie & Tim Robertson                                                    |
| 1990 | Golden Braid                            | Bernard                     | cu Gosia Dobrowolska, Norman Kaye & Robert Menzies                                               |
| 1990 | Call Me Mr. Brown                       | Peter Macari                | cu Bill Hunter, John Polson, Patrick Frost & Max Cullen                                          |
| 1990 | Plead Guilty, Get a Bond                | -                           | short - cu Lillian Crombie & Dennis Miller                                                       |
| 1989 | Island                                  | Janis                       | cu Irene Papas, Eva Sitta, Anoja Weerasinghe & Norman Kaye                                       |
| 1988 | Emerald City                            | Mike McCord                 | cu Nicole Kidman, Robyn Nevin & Nicholas Hammond                                                 |
| 1988 | The Navigator: A Mediaeval Odyssey      | Arno                        | cu Bruce Lyons, Marshall Napier & Noel Appleby                                                   |
| 1988 | Manifesto                               | Wango                       | cu Alfred Molina, Simon Callow, Lindsay Duncan, Rade Serbedzija & Gabrielle Anwar                |
| 1988 | Warm Nights on a Slow Moving Train      | Jefe de Estación            | cu Wendy Hughes, Colin Friels, Norman Kaye, John Clayton & Lewis Fitz-Gerald                     |
| 1988 | A Day and a Half                        | -                           | cu Renée Geyer, Richard Jacob & Patrick Ward                                                     |
| 1988 | The First Kangaroos                     | James Giltinan              | cu Dennis Waterman, Jim Carter & Wayne Pygram                                                    |
| 1987 | The Tale of Ruby Rose                   | Henry Rose                  | cu Melita Jurisic, Rod Zuanic & Martyn Sanderson                                                 |
| 1987 | Don Quixote of La Mancha                | -                           | cu Robert Helpmann, Phillip Hinton, Peter Kaye & Keith Robinson                                  |
| 1987 | The Bit Part                            | Michael Thornton            | cu John Wood, Katrina Foster, Nicole Kidman, Deborra-Lee Furness & Maureen Edwards               |
| 1986 | Dogs in Space                           | Man                         | with Michael Hutchence, Deanna Bond & Nique Needles                                              |
| 1986 | Malcolm                                 | Willy                       | with Colin Friels, Lindy Davies & Charles Tingwell                                               |
| 1986 | King Solomon's Mines                    | -                           | with Tom Burlinson, John Meillon & Arthur Dignam                                                 |
| 1986 | Double Sculls                           | Paul Weber                  | with Judi Farr, Vanessa Downing & Vincent Ball                                                   |
| 1985 | Burke & Wills                           | Tom McDonagh                | with Jack Thompson, Nigel Havers, Greta Scacchi & Drew Forsythe                                  |
| 1985 | A Street to Die                         | Col Turner                  | with Brett Climo, Jennifer Cluff & Arianthe Galani                                               |
| 1985 | The Coca-Cola Kid                       | Kim                         | with Eric Roberts, Greta Scacchi, Kris McQuade, Max Gillies & Tony Barry                         |
| 1984 | Strikebound                             | Wattie Doig                 | with John Howard, Carol Burns & Hugh Keays-Byrne                                                 |
| 1984 | Razorback                               | Benny Baker                 | with Gregory Harrison, Bill Kerr, John Howard, Judy Morris & John Ewart                          |
| 1984 | The Great Gold Swindle                  | Peter Duvnjak               | with John Hargreaves, Steve Jodrell, Tony Rickards & Paul Conti                                  |
| 1983 | The Return of Captain Invincible        | Maitre D'                   | with Alan Arkin, Christopher Lee, Bill Hunter, Michael Pate, John Bluthal & Max Cullen           |
| 1983 | Man of Flowers                          | David                       | with Norman Kaye, Julia Blake & Werner Herzog                                                    |
| 1982 | Lonely Hearts                           | Detective                   | with Wendy Hughes, Norman Kaye, Julia Blake, Jonathan Hardy & Kris McQuade                       |
| 1982 | The Clinic                              | Dr. Eric Linden             | with Simon Burke, Gerda Nicolson & Rona McLeod                                                   |
| 1982 | Running on Empty                        | Fotógrafo                   | with Max Cullen, Richard Moir & Penne Hackforth-Jones                                            |
| 1982 | The Man from Snowy River                | Curly                       | with Kirk Douglas, Sigrid Thornton, Jack Thompson & Tony Bonner                                  |
| 1982 | Heatwave                                | Peter Houseman              | with Judy Davis, Richard Moir, Bill Hunter & John Meillon                                        |
| 1982 | Attack Force Z                          | "Sparrer" Bird              | with Mel Gibson, Sam Neill, John Phillip Law & John Waters                                       |
| 1982 | With Prejudice                          | Rogerson                    | with Max Cullen, Richard Moir & Tony Barry                                                       |
| 1982 | Freedom                                 | Phil                        | with Charles Tingwell, Max Cullen & Reg Lye                                                      |
| 1981 | ...Maybe This Time                      | Vendedor                    | with Judy Morris, Bill Hunter & Lyn Collingwood                                                  |
| 1980 | 'Breaker' Morant                        | Corporal Sharp              | with Edward Woodward, John Waters, Bryan Brown, Ray Meagher & Lewis Fitz-Gerald                  |
| 1980 | Dead Man's Float                        | Thug                        | with Jacqui Gordon, Rick Ireland, Bill Hunter & Gus Mercurio                                     |
| 1979 | Kostas                                  | Martin                      | with Wendy Hughes, Kris McQuade, Tony Llewellyn-Jones, Graeme Blundell & Norman Kaye             |
| 1978 | In Search of Anna                       | Jerry                       | with Richard Moir, Judy Morris & Bill Hunter                                                     |
| 1978 | Newsfront                               | Chris Hewitt                | with Bill Hunter, Wendy Hughes, Bryan Brown, Drew Forsythe & Tony Barry                          |
| 1978 | A Good Thing Going                      | Terry                       | with Veronica Lang, Miles Buchanan, Beth Buchanan & Simone Buchanan                              |
| 1977 | Out of It                               | Warren                      | with Glenn Mason, George Spartels, Martin Harris & Terry Camilleri                               |
| 1976 | Deathcheaters                           | Carnicero                   | with John Hargreaves, Drew Forsythe, Grant Page & Margaret Gerard                                |
| 1976 | The Trespassers                         | Sandy                       | with Judy Morris, Briony Behets, Peter Carmody & Max Gillies                                     |
| 1975 | Ivanhoe                                 | -                           | with Alistair Duncan, Barbara Frawley, Mark Kelly & John Llewellyn                               |
| 1975 | The Removalists                         | Rob                         | with Peter Cummins, Jacki Weaver & Kate Fitzpatrick                                              |
| 1975 | The Great MacArthy                      | Warburton                   | with Judy Morris, Barry Humphries, Max Gillies & John Jarratt                                    |
| 1974 | The Cars That Ate Paris                 | Darryl                      | with John Meillon, Terry Camilleri, Max Gillies, Danny Adcock, Bruce Spence & Melissa Jaffer     |
| 1974 | Essington                               | Squires                     | with Jacqueline Kott, Sandra McGregor, Cornelia Frances, Melissa Jaffer & Drew Forsythe          |

### Producător & scenarist
| An   | Titlu                          | Note                              |
| ---- | ------------------------------ | --------------------------------- |
| 2001 | The Diaries of Vaslav Nijinsky | Regizor adjunct & manager         |
| 1991 | The Media Project              | Producător                        |
| 1989 | Island                         | Asistent electrician              |
| 1986 | Malcolm                        | manager                           |
| 1976 | Alvin Purple                   | scenarist - episodul "Ciao Alvin" |